# وابتك
شركة ويستينغهاوس لتقنيات فرامل الهواء المعروفة باسم وابتك هي شركة عامة أمريكية، أنشأت سنة 1999 نتيجة إندماج شركة ويستينغهاوس لفرامل الهواء (وابكو) وشركة موتيف باور للصناعات، يقع مقرها الرئيسي في بيتسبرغ (بنسيلفانيا)، تعمل وابتك في مجال تصنيع قاطرات وعربات السكك الحديدية، ومركبات نقل الركاب.

## وصلات خارجية
- الموقع الرسمي للشركة.